# Too Bad (canção de Giulia Be)
"Too Bad" é uma canção da cantora brasileira Giulia Be, lançada em 1 de fevereiro de 2019, através da Warner Music Brasil, se tornando seu single de estreia. A canção entrou para a trilha sonora da telenovela O Sétimo Guardião da Rede Globo, onde ganhou mais reconhecimento, entrando para o top 50 virais do Spotify global e entrando na lista das músicas mais procuradas no Shazam Brasil.

## Faixas e formatos
A versão digital de "Too Bad" contém apenas uma faixa com duração de três minutos e dezoito segundos.
- Download digital[5]

1. "Too Bad" — 3:18

## Histórico de lançamento
| Região | Data de lançamento     | Formato(s)                 | Gravadora           | Ref.  |
| ------ | ---------------------- | -------------------------- | ------------------- | ----- |
| Várias | 1 de fevereiro de 2019 | Download digital streaming | Warner Music Brasil | [ 6 ] |